# Cesare Zerba

Kardinalswappen von Cesare Zerba

Cesare Kardinal Zerba (* 15. April 1892 in Castelnuovo Scrivia, Provinz Alessandria, Italien; † 11. Juli 1973 in Rom) war ein Kurienkardinal der römisch-katholischen Kirche.

## Leben
Cesare Zerba erhielt seine theologische und philosophische Ausbildung in Stazzano, Tortona, Rom und Pavia. Er empfing am 4. Juli 1915 das Sakrament der Priesterweihe und nahm anschließend als Feldgeistlicher am Ersten Weltkrieg teil. Anschließend arbeitete er als Seelsorger in verschiedenen Gemeinden der Diözese Rom. Ab 1924 gehörte er darüber hinaus zum Mitarbeiterstab der Kongregation für die Ordnung der Sakramente. 1932 verlieh ihm Papst Pius XI. den Titel eines Päpstlichen Geheimkämmerers, 1939 wurde Cesare Zerba Päpstlicher Hausprälat und Prälat des Obersten Gerichtshofs der Apostolischen Signatur. Papst Johannes XXIII. ernannte ihn am 18. Dezember 1958 zum Sekretär der Sakramentenkongregation, deren Untersekretär Zerba zuvor seit 1939 war.
Johannes XXIII. ernannte Cesare Zerba 1962 zum Titularerzbischof von Colossae und spendete ihm die Bischofsweihe; Mitkonsekratoren waren Erzbischof Francesco Carpino, Assessor der Konsistorialkongregation, und Erzbischof Pietro Parente, Assessor der Kongregation des Heiligen Offiziums. Er nahm in den Jahren 1962 bis 1965 am Zweiten Vatikanischen Konzil teil. Papst Paul VI. nahm ihn am 22. Februar 1965 als Kardinalpriester mit der pro hac vice zur Titelkirche erhobenen Titeldiakonie Nostra Signora del Sacro Cuore in das Kardinalskollegium auf. Cesare Kardinal Zerba starb am 11. Juli 1973 in Rom und wurde in seinem Geburtsort bestattet.